# Шпательний тест
Шпательний тест (англ. Spatula Test; також шпательний симптом) — діагностична медична процедура, яка виявляє ранній симптом правця. Виявляє характерні для хвороби порушення нейро-м'язової передачі до жувальних м'язів через дію екзотоксину збудника. Проводиться у двох варіантах:
1. Лікар шпателем обережно доторкається до задньої стінки глотки пацієнта та спостерігає за ефектом. Позитивним результатом тесту є стискання шпателя зубами внаслідок наявності двостороннього тризму, характерного для правця. За відсутності правця відбувається рефлекторний поштовх, яким пацієнт намагається виштовхнути сторонній предмет з горла. Цей варіант тесту має високу специфічність (нульові помилково-позитивні результати тесту) та високу чутливість (94 %)[1].
2. Лікар постукує (здійснює перкусію) по шпателю, покладеному на зуби пацієнта, при вільно відкритій нижній щелепі — це провокує скорочення жувального м'язу, яке в нормі не відбувається.